# Campylium halleri
Campylium halleri là một loài Rêu trong họ Amblystegiaceae. Loài này được (Sw. ex Hedw.) Lindb. mô tả khoa học đầu tiên năm 1879.